# Quasi-Park Narodowy Zaō
Quasi-Park Narodowy Zaō (jap. 蔵王国定公園 Zaō Kokutei Kōen) – quasi-park narodowy na Honsiu w Japonii.
Park obejmuje m.in. wulkaniczny masyw górski Zaō, świątynię Risshaku-ji (jap. 立石寺), wodospad Ane-taki. 
Park leży w granicach prefektur Miyagi i Yamagata Zajmuje powierzchnię 396,35 km². Obszar parku jest pod ochroną Międzynarodowej Unii Ochrony Przyrody, gdyż został oznaczony kategorią V, czyli jako park chroniący krajobraz.
Obszar ten został wyznaczony jako quasi-park narodowy 8 sierpnia 1963. Podobnie jak wszystkie quasi-parki narodowe w Japonii, jest zarządzany przez samorząd lokalny prefektury.

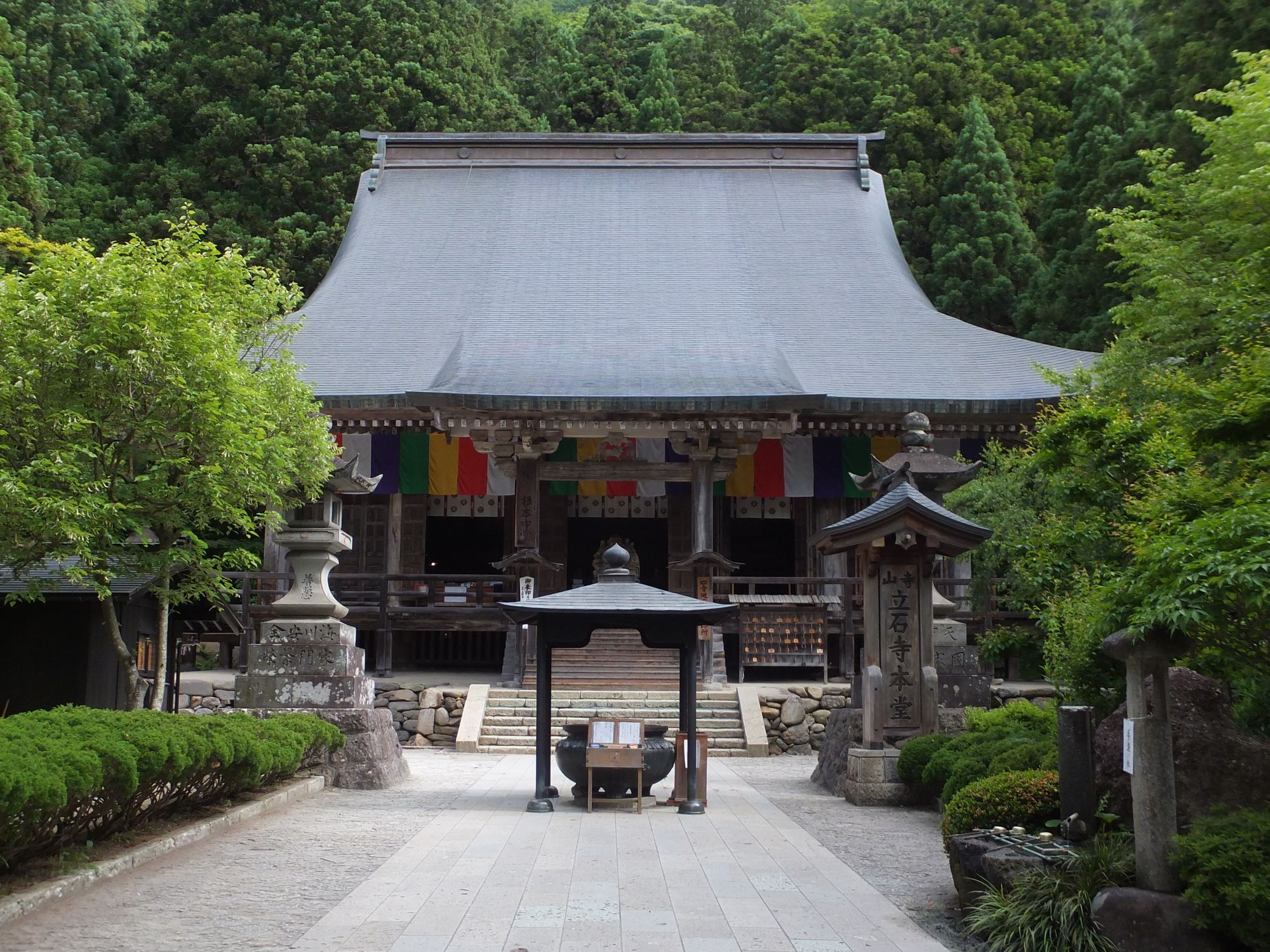
Główny pawilon świątyni Risshaku-ji